# Maison d'Edward Hamlin Everett

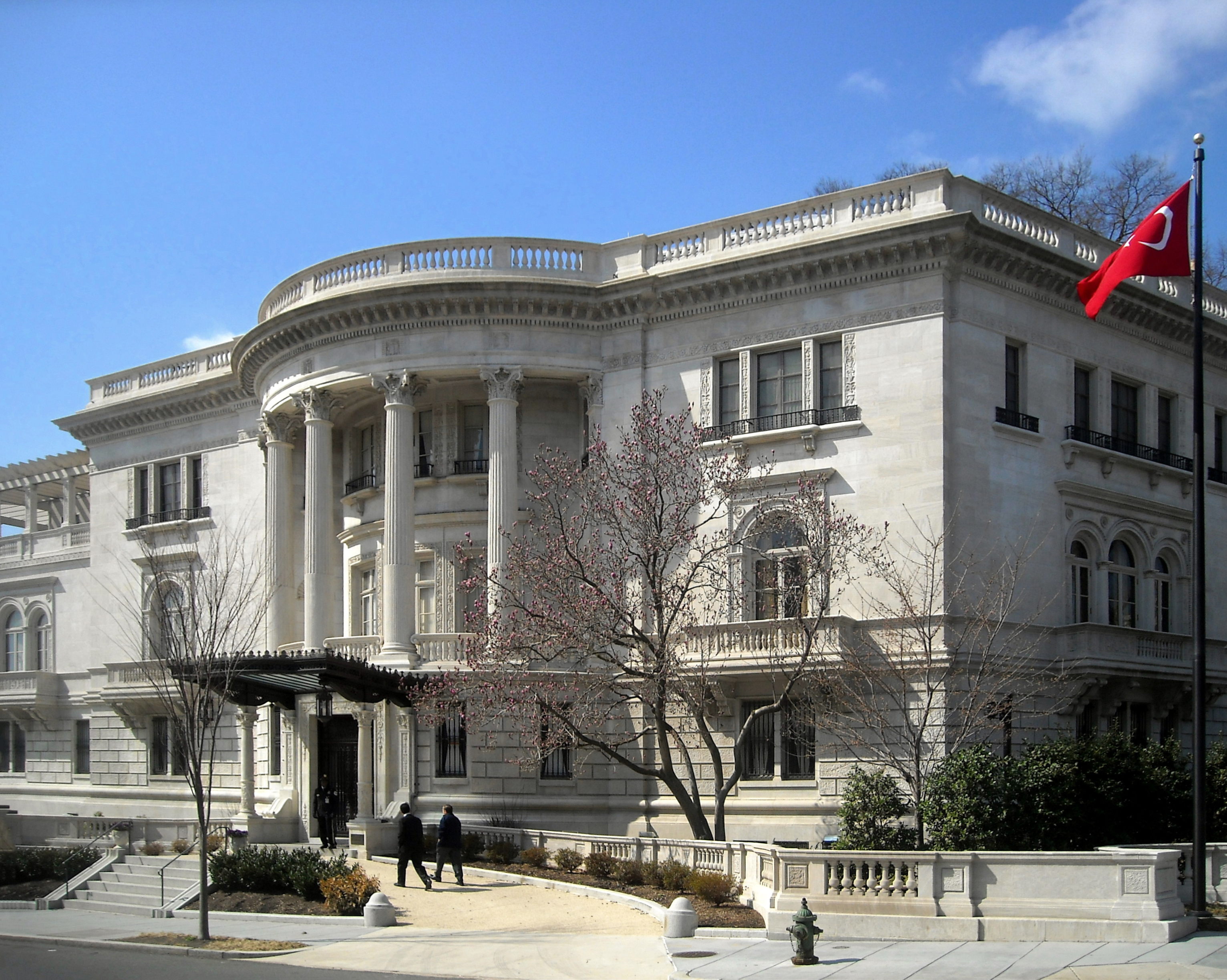
Façade de la maison Edward H. Everett en 2009

La Maison d'Edward Hamlin Everett (en anglais Edward Hamlin Everett House) est un manoir en style Beaux-Arts construit en 1915, situé à Washington, DC près de Dupont Circle au 1606 23rd St., NW ; elle est devenue en 1934 la résidence de l'ambassadeur de Turquie aux États-Unis.

## Histoire

Vue de la salle à manger vers la véranda, c. 2005

Le bâtiment de style Beaux-Arts a été construit entre 1910 et 1915 pour Edward Hamlin Everett, un millionnaire de l'embouteillage. La société d'Everett, The American Bottle Company, a fusionné avec Corning pour devenir finalement Owens Corning. Avant le krach boursier de 1929, la richesse d'Everett était estimée entre 40 et 50 millions de dollars.
La maison a été conçue par George Oakley Totten Jr., architecte diplômé de l' École des Beaux-Arts de Paris, l'un des architectes les plus prolifiques de Washington à l'âge d'or. La maison a été construite comme résidence d'hiver pour Everett qui cherchait à entrer dans la société de la capitale. Très éclectique, la demeure mêle le style néoclassique pour la façade aux styles  baroque, néo-maureque, néo-renaissance et Art nouveau pour les différentes pièces.
Everett possédait également le Château de l'Aile à Vevey, en Suisse, et The Orchards, une résidence d'été à Bennington, dans le Vermont, qui a également été conçue par Totten et est devenue plus tard le Southern Vermont College.
Après la mort d'Everett, sa veuve, Grace Burnap, a approché le gouvernement de Turquie et a offert de leur louer le manoir. Totten, l'architecte de la maison, avait passé une brève période en Turquie en tant qu'architecte officiel du sultan ottoman Abdul Hamid II. L'ambassadeur de Turquie, Munir Ertegun, a emménagé avec sa famille en 1934. Plusieurs années plus tard, ils ont acheté le manoir, entièrement meublé avec les antiquités d'Everett, y compris la porcelaine de Sèvres et les tapisseries murales de Gobelin.
En 2007, la maison a été entièrement restaurée après une rénovation de trois ans et 20 millions de dollars par une architecte de Washington, Belinda Reeder, associée à l'architecte de l'ambassade, Anikó Gaal Schott.

## Galerie

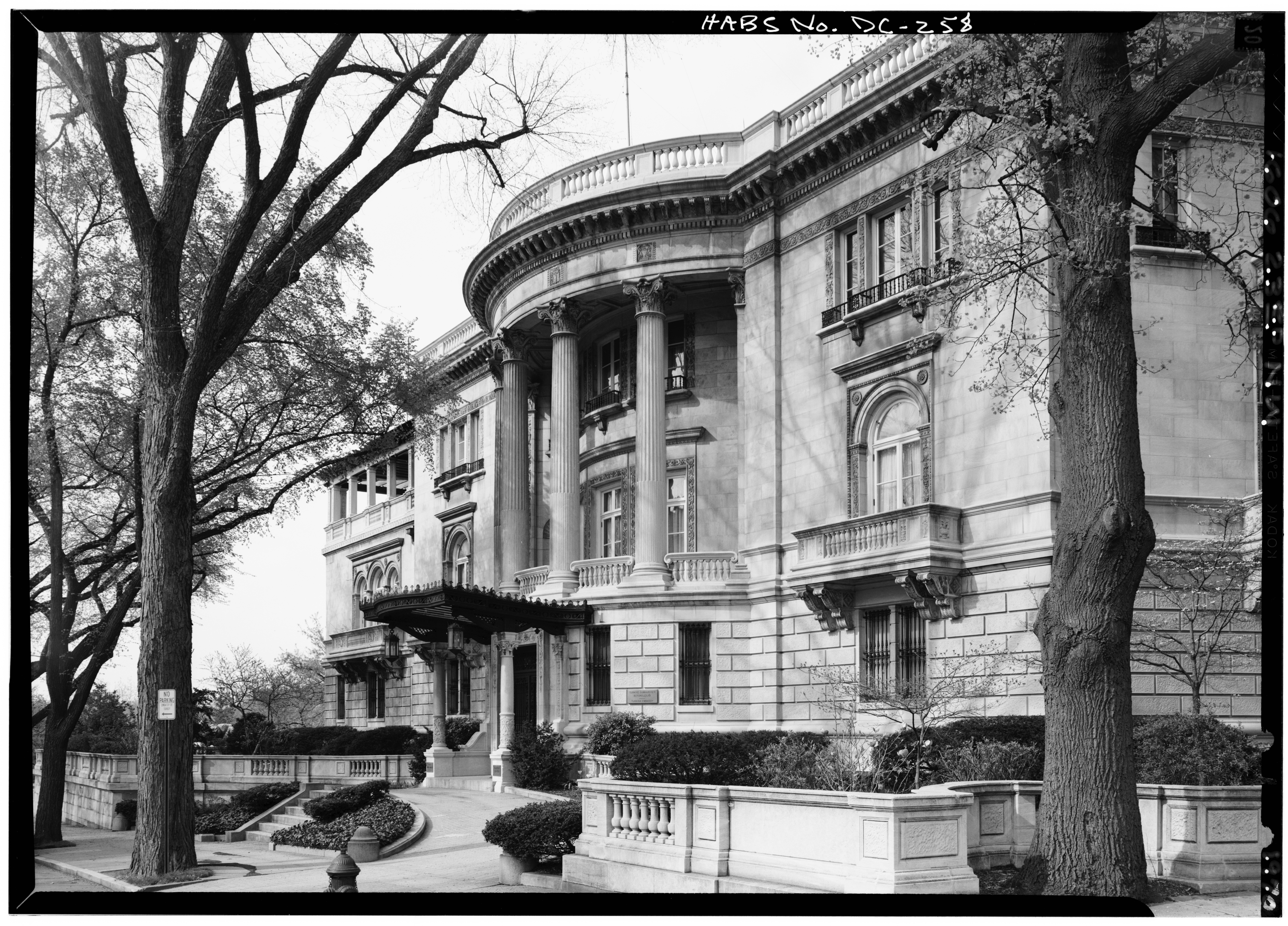
Façade de la maison, 1970
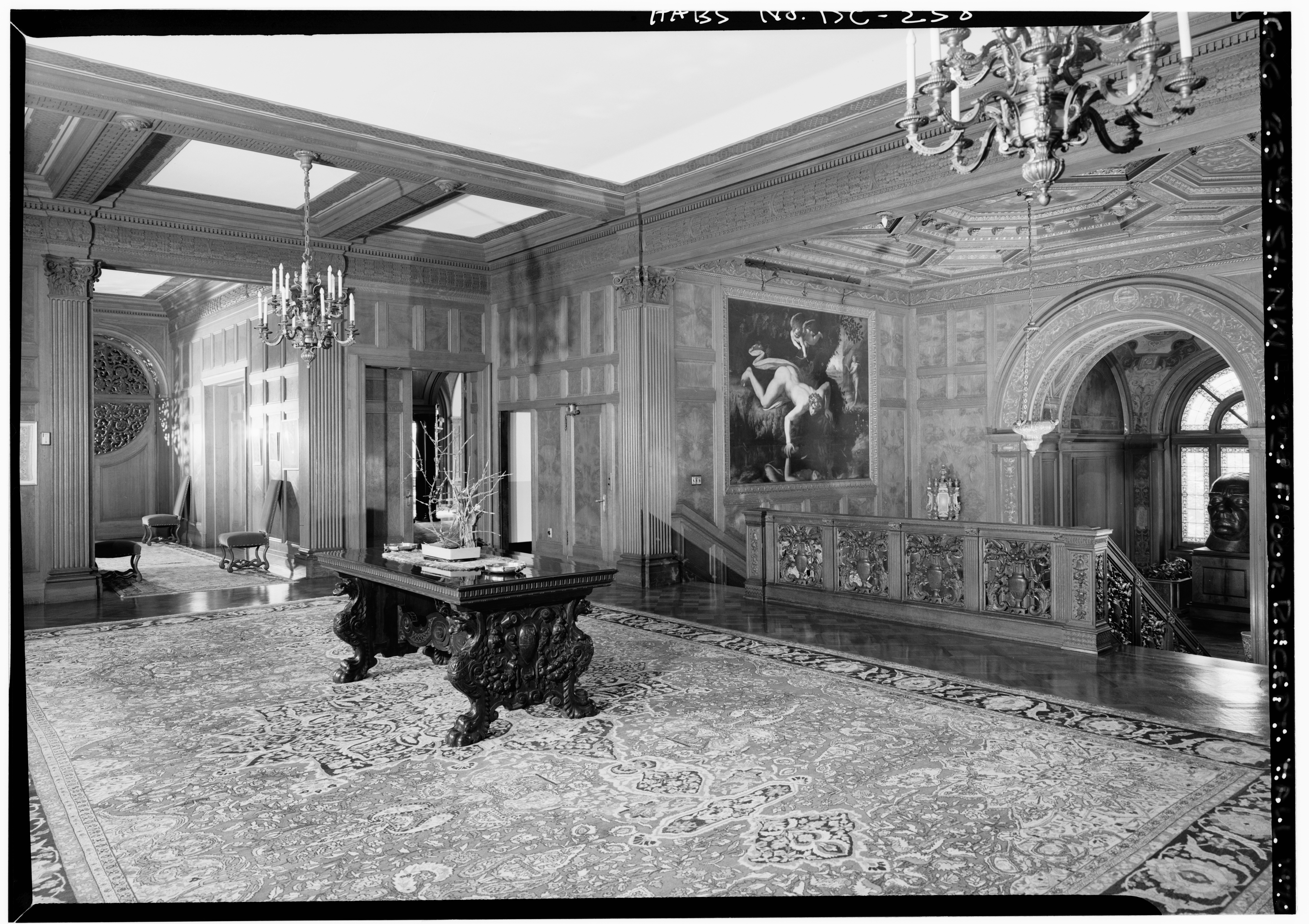
Salle de réception au deuxième étage, 1970
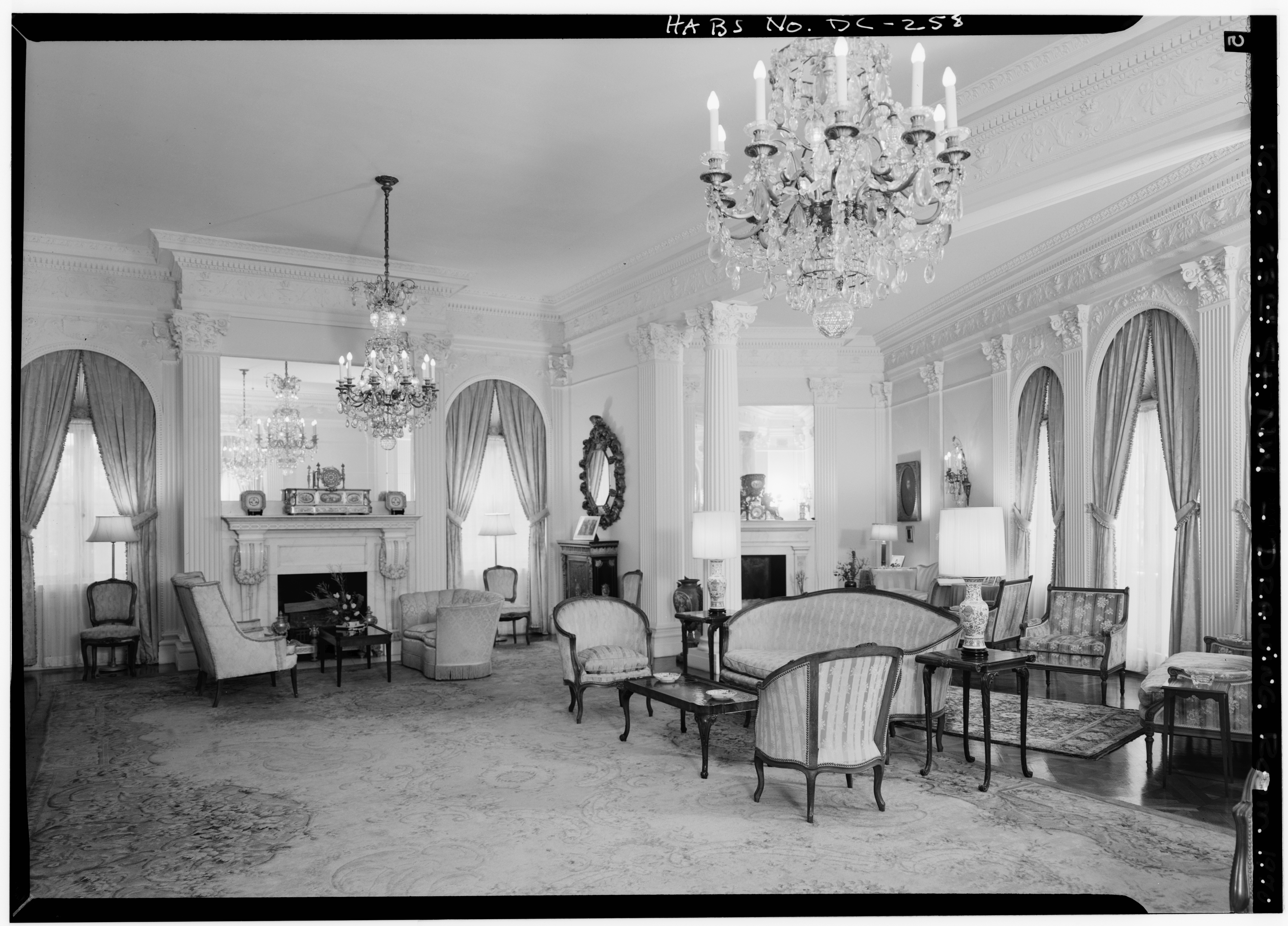
Salon du deuxième étage, 1970
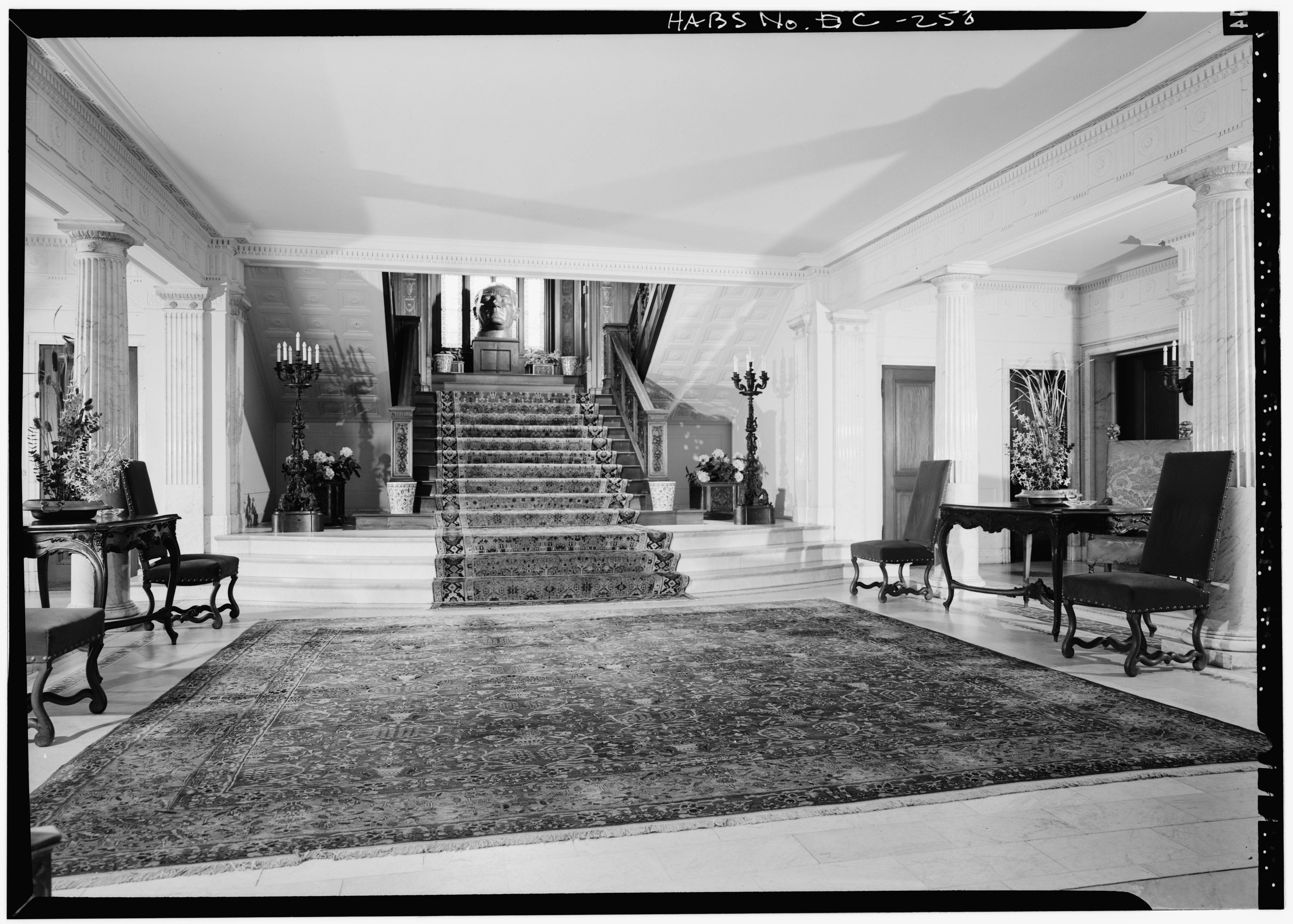
Hall d'entrée au rez-de-chaussée, 1970
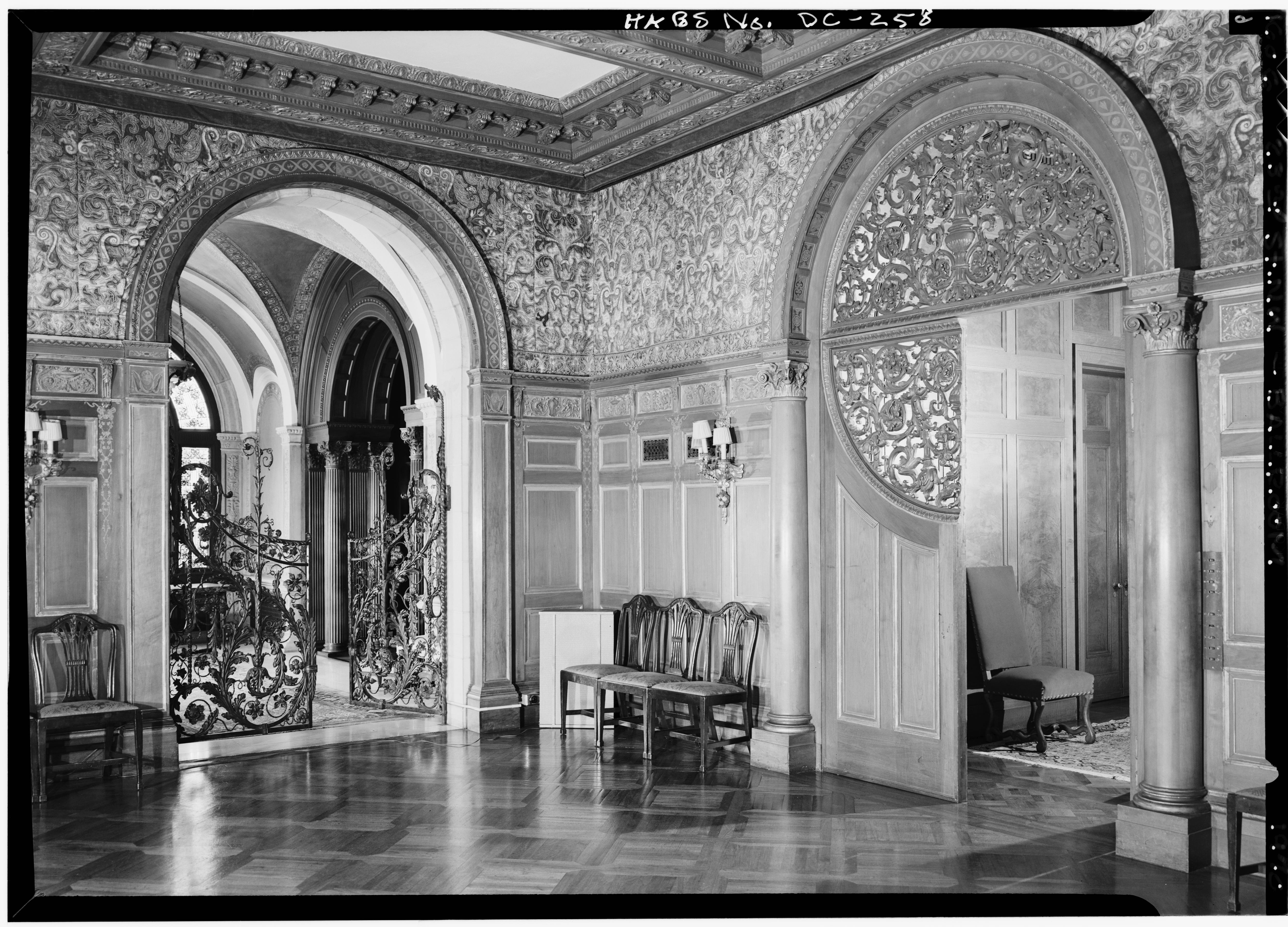
Vue de la salle à manger vers la véranda, 1970
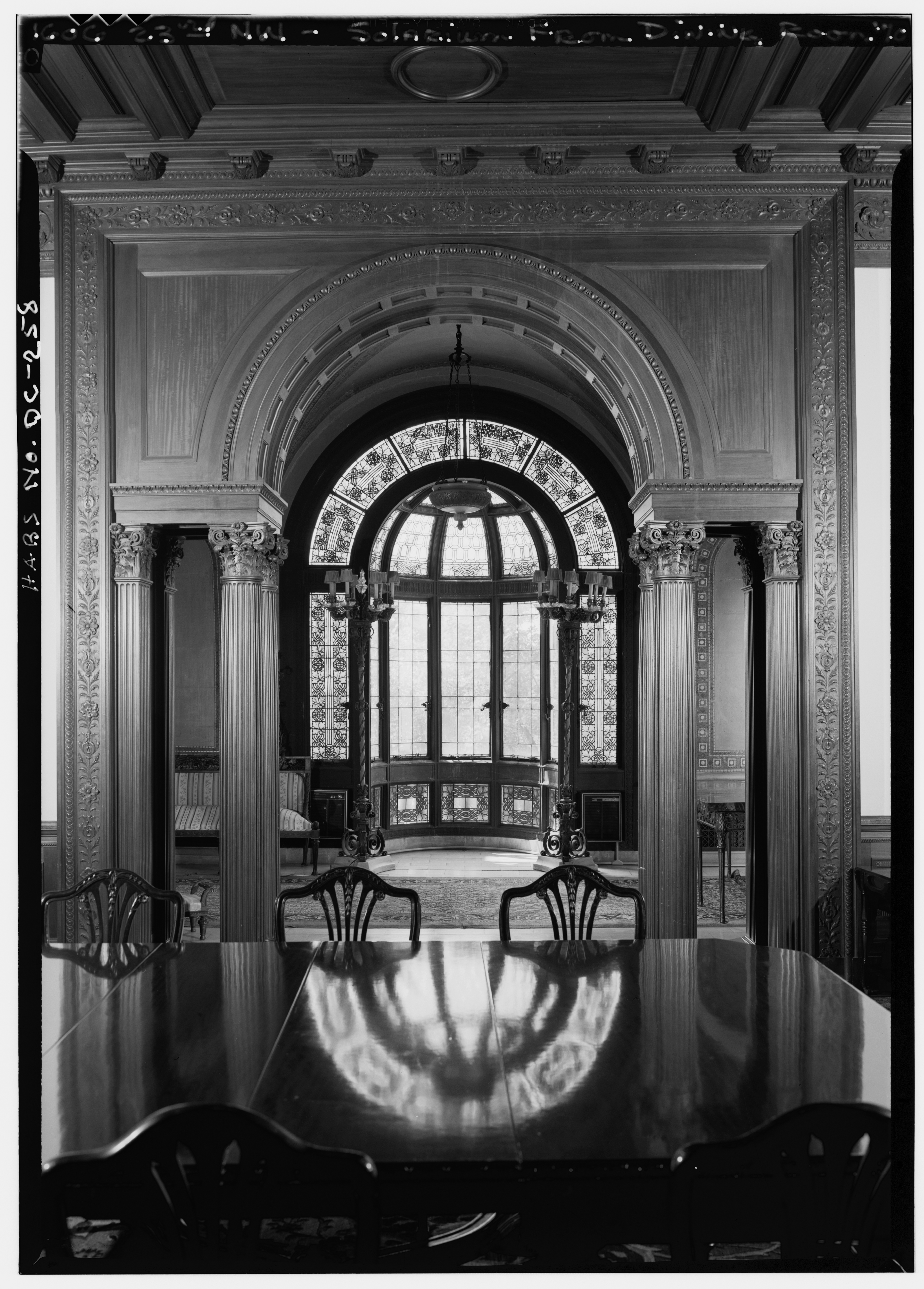
Vue de la salle à manger vers la véranda, 1970